# Asura rivulosa
Asura rivulosa là một loài bướm đêm thuộc phân họ Arctiinae, họ Erebidae.